# (1198) Atlantis
(1198) Atlantis ist ein Asteroid des Hauptgürtels, der am 7. September 1931 vom deutschen Astronomen Karl Wilhelm Reinmuth in Heidelberg entdeckt wurde. 
Benannt wurde der Asteroid auf Vorschlag von Gustav Stracke nach der sagenumwobenen versunkenen Insel Atlantis.